# カザルス三重奏団
カザルス三重奏団は、アルフレッド・コルトー（ピアノ）、ジャック・ティボー（ヴァイオリン）、パブロ・カザルス（チェロ）によって結成された、20世紀前半を代表するピアノ三重奏団（ピアノ・トリオ）。カザルス・トリオ（Casals trio）。
コルトーの多彩で詩的なピアノ、ティボーの繊細で高雅なヴァイオリン、カザルスの精神的で雄弁なチェロと、3人の個性はそれぞれであったが、これらが渾然一体となった演奏は、音楽史上のひとつの奇跡ともいわれる。
1905年に結成。第二次世界大戦直前まで約30年間にわたり、演奏活動がつづけられた。例えば、ブラームスの二重協奏曲では、ティボーとカザルスがソリスト、コルトーが指揮をするなど、ピアノ三重奏団の枠を超えた結びつきがあった。最終的には、コルトーがナチス・ドイツに協力的であったことから、これに反発したカザルスが袂を分かったといわれる。カザルスが抜けた後、ピエール・フルニエが加わった。
EMIレーベルにハイドン、ベートーヴェン、シューベルト、メンデルスゾーン、シューマンらのピアノ三重奏曲のSP録音を行っており、現在でも名盤曲として非常に高い評価を得ている。

## 日本語文献
- ジャン・リュック・タンゴー編著『コルトー・ティボー・カザルス 夢のトリオの軌跡』伊藤制子訳、ヤマハミュージックメディア、2002年
  - 原著：Jean-Luc Tingaud, Cortot-Thibaud-Casals
- フランソワ・アンセルミニ／レミ・ジャコブ『コルトー＝ティボー＝カザルス・トリオ　二十世紀の音楽遺産』桑原威夫訳、春秋社、2022年
  - 原著：François Anselmini / Rémi Jacobs, Le trio - Cortot-Thibaud-Casals